# Pareja de Braak Bog

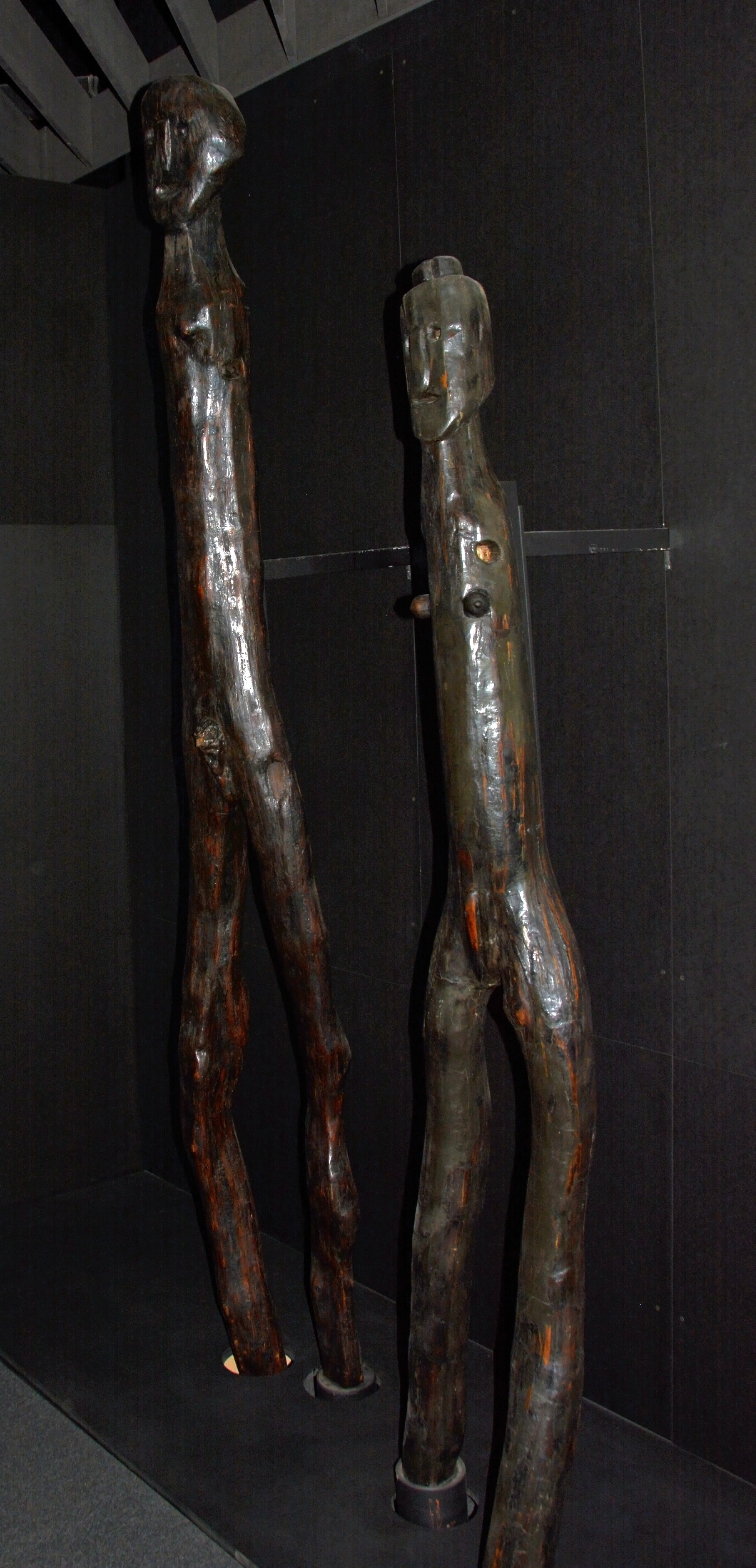
Las figuras de Braak Bog en el museo estatal de arqueología de Schleswig-Holstein en el palacio de Gottorf.

La pareja de Braak Bog son dos figuras talladas de madera descubiertas en 1947 en una turbera en Braak, Schleswig-Holstein, Alemania Septentrional. Forman parte de una tradición más amplia de figuras similares que abarca un periodo del Neolítico a la Edad Media, y han sido datadas mediante radiocarbono en los siglos III-II a. C.; aunque el museo de arqueología de Schleswig-Holstein las fecha aprox. 400 a. C. Varias hipótesis han sido propuestas para explicar su función y qué pueden representar, desde figuras de deidades a culto a los antepasados.

## Aspecto y datación
Talladas en dos ramas de roble naturalmente bifurcadas, las figuras antropomórficas miden una altura de 2,75 m el hombre y 2,30 m la mujer. Tienen huecos para insertar los brazos, que no se han conservado y es probable que se emplearan guijarros incrustados para los ojos, también perdidos. Las figuras exhiben un marcado dimorfismo sexual: además de la diferencia de altura, la mujer tiene el cabello recogido en un moño alto y el varón cabello corto con flequillo, y los respectivos genitales están enfatizados. Los pechos de la figura femenina están "colocados por separado" y el pene de la figura masculina había sido "cortado". Las narices son también diferentes, pero ambos tienen las bocas abiertas como si hablaran o gritaran. Hogares con fuegos habían sido repetidamente construidos cerca del sitio del hallazgo.
Las figuras de Braak se encuentran entre las diversas figuras antropomórficas de madera del Neolítico a la Edad Media, desenterradas en áreas del norte de Europa desde Schleswig-Holstein en Alemania a Norrland en Suecia, bien conservadas en las turberas de los pantanos donde fueron sumergidas. La mayoría están datadas en la Edad del Hierro y el periodo romano. De estas, las figuras de Braak Bog son las más grandes encontradas en Alemania, y Malcolm Todd las describe como "las más imponentes".

## Interpretaciones
Fokke Sierksma comentó en 1960 que las figuras fueron encontradas juntas en una turbera, cerca de una pila de piedras que contenía fragmentos de cerámica y evidencia de fuego, tales circunstancias "junto con la dimensión considerable de las figuras, y la combinación de un varón y una mujer, hace prácticamente seguro que representan deidades de las tribus germánicas del norte. Estos ubicaban la residencia de sus dioses en los pantanos, y consideraban la unión sagrada de un dios y una diosa de la fertilidad como prerrequisito para la propagación continua de la vida en todas sus formas".
Hilda Ellis Davidson (1975) comenta que estas figuras pueden representar "un Señor y una Dama" de los Vanir, un grupo de dioses nórdicos, y que "otro recuerdo [de estas antiguas figuras de madera] puede sobrevivir en la tradición de la creación de Ask y Embla, el primer hombre y la primera mujer de la raza humana, creados por los dioses a partir de árboles arrastrados a la orilla del mar". Es también posible que formaran parte del culto a los antepasados.

## Controversia y ubicación actuales
Las figuras de Braak Bog se exhiben en el museo de arqueología estatal de Schleswig-Holstein en el palacio de Gottorp. El conservador allí durante décadas después de la Segunda Guerra Mundial, Karl Schlabow, fue acusado más tarde de restaurar en exceso algunas de las piezas arqueológicas por simple estética, incluyendo acentuar las características de la figura femenina de Braak añadiéndole los pechos o una mandíbula inferior ajena a la cabeza de Osterby.